# Équipe de Géorgie espoirs de football
Maillots
Actualités
L'Équipe de Géorgie de football espoirs est l'équipe représentant la Géorgie lors des rencontres internationales des moins de 21 ans. Elle est gérée par la Fédération de Géorgie de football. Elle dispute le Championnat d'Europe espoirs qui a lieu tous les deux ans. Il est possible d'être sélectionné avec les Espoirs alors que l'on a déjà été retenu auparavant avec les A, comme l'on fait Jano Ananidze ou Levan Kakubava.

## Histoire
Peu avant la dissolution de l'Union soviétique, la Géorgie appartenait à l'URSS et c'était l'équipe d'Union soviétique espoirs de football qui participait aux éliminatoires pour le Championnat d'Europe de football espoirs.
La dissolution de l'Union soviétique a lieu le 25 décembre 1991, cependant, l'équipe espoir de l'URSS pouvait terminer sa campagne qualificative pour le Euro espoirs 1992. Après cela, la Fédération d'Union soviétique de football a été divisée en plusieurs nouvelles équipes, dont la Géorgie, l'Arménie, l'l'Estonie, la Lettonie, l'Ukraine, la Moldavie, la Lituanie et l'Azerbaïdjan.
En 2023, la Géorgie et la Roumanie participeront en tant que hôtes pour le Championnat d'Europe de football espoirs 2023, la Géorgie participera donc à sa première compétition continentale alors qu'elle ne s'était jamais qualifiée.

## Résultats en Europe
- 1996 : Non qualifié
- 1998 : Non qualifié
- 2000 : Non qualifié
- 2002 : Non qualifié
- 2004 : Non qualifié
- 2006 : Non qualifié
- 2007 : Non qualifié
- 2009 : Non qualifié
- 2011 : Non qualifié
- 2013 : Non qualifié
- 2015 : Non qualifié
- 2017 : Non qualifié
- 2019 : Non qualifié
- 2021 : Non qualifié
- 2023 : Qualifié en tant que hôte

## Équipe actuelle
Les joueurs suivants ont été appelés pour disputer une série de matchs amicaux contre le Portugal et la Turquie les 24 et 27 septembre 2022.
| Pos | Nom                     | Date de naissance | Sélections | Buts | Club                  |  |
| --- | ----------------------- | ----------------- | ---------- | ---- | --------------------- |  |
| GB  | Tornike Megrelishvili   | 8 mai 2000        | 2          | 0    | FC Saburtalo Tbilissi |  |
| GB  | Luka Kutaladze          | 27 avril 2001     | 0          | 0    | SK Dinamo Tbilissi    |  |
| GB  | Luka Kharatishvili      | 13 janvier 2003   | 0          | 0    | FC Shukura Kobouleti  |  |
|     |                         |                   |            |      |                       |  |
| DÉF | Saba Sazonov            | 1er février 2002  | 2          | 0    | Dinamo Moscou         |  |
| DÉF | Saba Khvadagiani        | 30 janvier 2003   | 0          | 0    | SK Dinamo Tbilissi    |  |
| DÉF | Aleksandre Kalandadze   | 9 mai 2001        | 4          | 0    | SK Dinamo Tbilissi    |  |
| DÉF | Iva Gelashvil           | 8 avril 2001      | 4          | 0    | Sioni Bolnissi        |  |
| DÉF | Mate Abuladze           | 30 juin 2000      | 1          | 0    | Torpedo Koutaïssi     |  |
| DÉF | Beka Kharaishvili       | 27 octobre 2001   | 1          | 0    | Lokomotiv Tbilissi    |  |
| DÉF | Davit Samsonia          | 8 janvier 2001    | 0          | 0    | FC Shukura Kobouleti  |  |
| DÉF | Levan Kharabadze        | 26 janvier 2000   | 3          | 0    | Paphos FC             |  |
| DÉF | Giorgi Gocholeishvili   | 14 février 2001   | 4          | 1    | FC Saburtalo Tbilissi |  |
| DÉF | Tsotne Kapanadze        | 30 août 2001      | 3          | 0    | FC Telavi             |  |
|     |                         |                   |            |      |                       |  |
| ML  | Shota Nonikashvili      | 10 janvier 2001   | 3          | 0    | FC Saburtalo Tbilissi |  |
| ML  | Levan Osikmashvili      | 20 avril 2002     | 0          | 0    | FC Dinamo Tbilissi    |  |
| ML  | Luka Gagnidze           | 28 février 2003   | 4          | 0    | Dinamo Moscou         |  |
| ML  | Nika Gagnidze           | 20 mars 2001      | 3          | 0    | Ümraniyespor          |  |
| ML  | Otar Parulava           | 14 mars 2001      | 1          | 0    | FC Gagra              |  |
| ML  | Giorgi Moistsrapishvili | 29 septembre 2001 | 6          | 3    | FC Dinamo Tbilissi    |  |
| ML  | Luka Khorkheli          | 31 janvier 2000   | 0          | 0    | Sioni Bolnissi        |  |
|     |                         |                   |            |      |                       |  |
| AT  | Giorgi Kvernadze        | 7 février 2003    | 0          | 0    | FC Telavi             |  |
| AT  | Nika Khorkheli          | 9 septembre 2001  | 0          | 0    | Sioni Bolnissi        |  |
| AT  | Giorgi Guliashvili      | 5 septembre 2001  | 9          | 6    | FC Saburtalo Tbilissi |  |
| AT  | Giorgi Gagua            | 10 octobre 2001   | 3          | 0    | Real Unión            |  |

## Anciens entraîneurs
- Vladimir Gutsaev (1997-1998)
- Gigla Imnadze (1998-1999)
- Mourtaz Khourtsilava (1999-2001)
- Show Kopaleishvili (2001-2003)
- Revaz Arveladze (2003-2004)
- Gocha Tkebuchava (2004-2005)
- Koba Zhorzhikashvili (2005-2006)
- Ralf Minge (2006-2008)
- Petar Segrt (2008-2009)
- Otar Gabelia (2009-2011)
- Soso Chedia (2011-2012)
- Aleksandr Tchivadze (2012-)